# Frank Landqvist
Frank Lars Göran Landqvist, född 2 oktober 1934 i Kristinehamn, död 7 januari 1983 i Karlskoga, var en svensk simhoppare, golfare, ishockey- och fotbollsspelare. Han deltog vid de olympiska spelen i Helsingfors 1952.
Landqvist gjorde fyra allsvenskamatcher i Degerfors IF.